# Orchidantha inouei
Orchidantha inouei är en enhjärtbladig växtart som beskrevs av Hidetoshi Nagamasu och S.Sakai. Orchidantha inouei ingår i släktet Orchidantha och familjen Lowiaceae. Inga underarter finns listade.